# ウィリアム・マーカット
ウィリアム・フレデリック・マーカット（William Frederic Marquat、1894年3月17日 - 1960年5月29日）は、アメリカ陸軍の軍人。ダグラス・マッカーサーの側近グループ「バターン・ボーイズ」の一人として、連合国軍占領下の日本でGHQ経済科学局長を務めた。

## 生涯

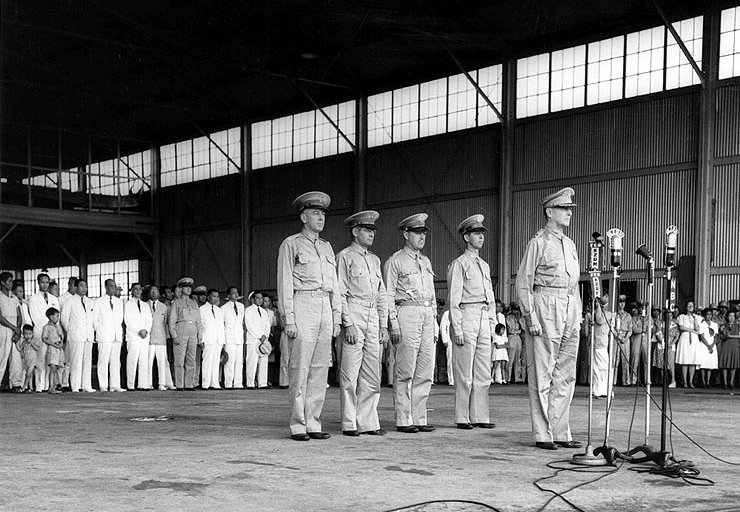
1941年8月15日、フィリピン陸軍航空軍に対して訓示を行うマッカーサー（背後の幕僚のうち左から3人目がマーカット）

1894年にセントルイスで生まれ、シアトルの私立学校に入学する。卒業後はシアトル・タイムズの記者となり、1916年に中尉に任官して海岸砲兵隊所属の州兵となり、第一次世界大戦時には大尉となっていた。戦後はアメリカ陸軍に入隊し、1933年にアメリカ陸軍指揮幕僚大学に入学した後、1938年にダグラス・マッカーサーの幕僚となりフィリピンに赴任した。
太平洋戦争が勃発すると、マーカットはフィリピンの戦いで防空指揮官を務めた。彼はマッカーサーのフィリピン脱出に同行して側近グループ「バターン・ボーイズ」の一人になり、マッカーサーが退役するまでの間重用された。フィリピン脱出後の1943年1月に少将に昇進し、その後は第14防空軍司令官に任命され、ニューギニア島、ビスマルク諸島を転戦し、フィリピン奪回作戦に参加した。
1945年に日本が降伏すると対日理事会のアメリカ代表に任命されるが、4月22日にジョージ・アチソンと交代し、マッカーサーに従いGHQの一員として日本に赴任する。同年12月に経済科学局長に任命され、財閥解体などの経済政策を主導した。1951年にマッカーサーがハリー・S・トルーマンと対立してGHQ最高司令官を解任されると、「バターン・ボーイズ」たちはマッカーサーに従いアメリカに帰国するが、マーカットは1952年4月28日にサンフランシスコ平和条約が発効してGHQの占領が終了するまで日本に残り、「バターン・ボーイズ」の中では最も長く日本に滞在した。
アメリカに帰国後は陸軍省民政部長を務め、1955年に退役した。1960年にウォルター・リード陸軍医療センターで死去し、遺体はアーリントン国立墓地に埋葬された。

## 人物
- 「マーカットが経済科学局長時代に接収した日本軍の軍需物資や宝石類などを隠匿し、日本の戦後復興や反共工作のために運用した」という俗説が存在し、M資金と関連付けて言及されることが多い[3]。
- 野球好きであり、GHQ経済科学局長時代には米国野球協会日本支部長も務め、戦後日本の野球振興に関与した[4]。また、池田勇人大蔵大臣ら日本側の要人と面会する際、マーカットの機嫌がよくない時には日本側から予め面会のアポをとった通訳のキャピー原田中尉がさりげなくマーカットに野球の話を振り、場を温めておくという段取りがあったという[5]。